# Milnesium lagniappe
Espèce
Milnesium lagniappe est une espèce de tardigrades de la famille des Milnesiidae. 

## Distribution
Cette espèce est endémique des États-Unis. Elle se rencontre en Louisiane et en Floride.

## Publication originale
- Meyer, Hinton & Dupré, 2013 : Milnesium lagniappe, a New Species of Water Bear (Tardigrada, Eutardigrada, Apochela, Milnesiidae) from the Southern United States. Western North American Naturalist, vol. 73, no 3, p. 295-301.